# Cámara funeraria de St Lythans
La cámara funeraria de St Lythans (galés: Siambr Gladdu Llwyneliddon) es un dolmen megalítico de una sola piedra, construido alrededor de 6.000 BP (antes del presente) como parte de un túmulo alargado, durante el período Neolítico medio, en lo que ahora se conoce como el Valle de Glamorgan, Gales
Se encuentra aproximadamente a media milla (1 km) al oeste de la aldea de St Lythans, cerca de Dyffryn Gardens. También se encuentra aproximadamente a una milla (1,6 km) al sur de la cámara funeraria de Tinkinswood, un cromlech más extenso construido durante el mismo período.
El sitio se encuentra en tierras de pastoreo, pero el acceso peatonal está permitido y es gratuito, con estacionamiento en la carretera disponible para 2–3 automóviles a 50 yardas (50 metros) del sitio.
El dolmen, que nunca ha sido completamente excavado, está mantenido por Cadw (en inglés: to keep la Agencia de Medio Ambiente de Gales.

## Ubicación
La cámara funeraria se encuentra en un campo, Maesyfelin (The Mill Field), en el que a menudo pasta un rebaño de vacas, al sur de St Lythans Road.  El estacionamiento en la carretera se mantiene mediante Cadw (para mantener / proteger),  la Agencia de Ambiente Histórico de Gales. El acceso al campo, que desciende suavemente hacia el noroeste, está permitido, y es gratuito. No hay acceso para sillas de ruedas, aunque hay una vista ininterrumpida del sitio desde la puerta, a unos 50 metros de distancia.

## Características
Esta tumba es un dolmen, la forma más común de estructura megalítica en Europa. Se encuentra en el extremo oriental de un montículo de tierra de 27 metros de ancho y 11 metros de ancho, que forma parte de un túmulo alargado con cámara. Es un dolmen del tipo Severn-Cotswold , y consta de una estructura de tres piedras íntegras (ortostatos), que soportan una piedra grande y plana. Todas las piedras son de lutita, que, al igual que las utilizadas en Tinkinswood, probablemente estaban disponibles a nivel local. La piedra angular, que se inclina hacia abajo de sureste a noroeste (el lado izquierdo de la entrada hacia la parte posterior, a la derecha), mide cuatro metros  de largo, tres metros de ancho y 0,7 metros de espesor. El interior de los dos postes, rectangulares y opuestos, se ha alisado y hay un orificio en la parte superior de la piedra trasera triangular, similar a otros dólmenes, como el de Trethevy Quoit, en Cornwall. La cámara funeraria tiene una altura interna mínima de 1,8 metros y tiene una alineación este/oeste, con la entrada orientada hacia el este. Al igual que en la mayoría de los cromlechs, es probable que originalmente, la cámara funeraria hubiera tenido una explanada inmediatamente fuera de la entrada a la cámara y la cámara hubiera estado cubierta por un montículo de tierra y piedras más pequeñas. Este montículo ha sido erosionado, o eliminado, con el tiempo, dejando solo un túmulo  mucho más bajo detrás de la estructura actual. Sin embargo, como la cámara es inusualmente alta, es posible que la piedra angular nunca haya estado cubierta completamente.

## Historia

### Orígenes prehistóricos
Desde el final de la última edad de hielo (entre 10,000 y 12,000   BP), cazadores-recolectores mesolíticos de Europa Central comenzaron a  migrar a Gran Bretaña. Habrían podido cruzar entre Europa continental y Gran Bretaña por  tierra seca, antes del aumento postglaciar del nivel del mar, entre los años 6.000 y 7.000  BP. Como el área era muy boscosa y el movimiento habría sido lento, es probable que la gente también llegara a lo que se conocería como País de Gales en barco desde la península ibérica. Estos  colonos neolíticos se integraron con los pueblos indígenas, cambiando gradualmente su estilo de vida de una vida nómada de  caza y recolección, para convertirse en agricultores establecidos. Despejaron los bosques para establecer pastos y cultivar la tierra. Construyeron el túmulo alargado en St Lythans alrededor del año 6,000  BP, aproximadamente 1,500 años antes de que se completaran Stonehenge o la Gran Pirámide de Guiza. Hay más de 150  cromlech en todo Gales, como el de Pentre Ifan en Pembrokeshire (Sir Benfro) y Bryn Celli Ddu en Anglesey (Ynys Môn), del mismo periodo.

### Propósito

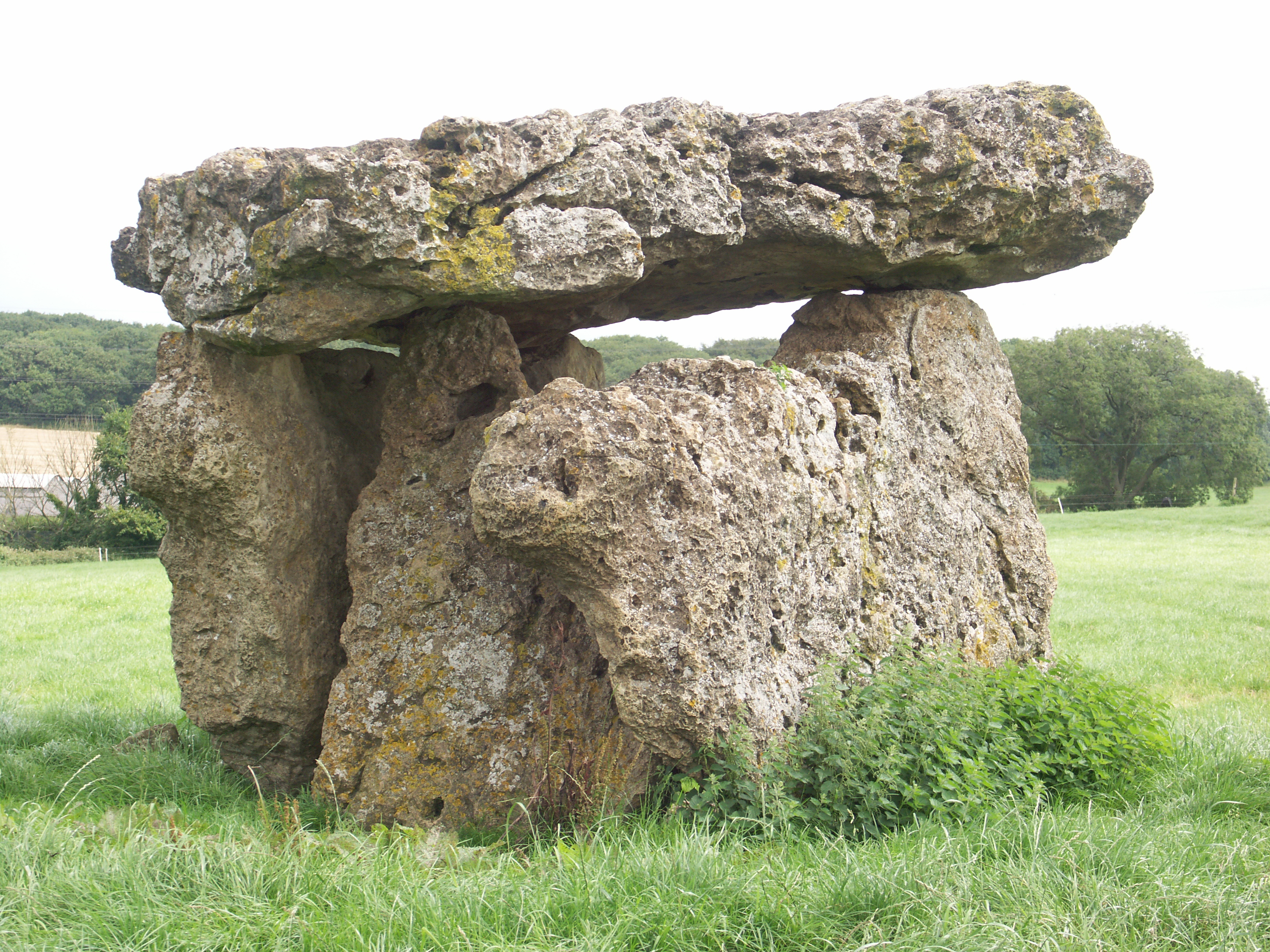
Cámara de entierro de St Lythans, desde el sudoeste

Además de lugares para albergar y honrar a los muertos, estos cromlechs pueden haber sido sitios comunales y ceremoniales donde, según el Dr. Francis Pryor, la gente se reuniría "para socializar, para conocer nuevas personas, para adquirir ganado y para intercambiar regalos ceremoniales." Los cadáveres de los muertos fueron probablemente expuestos, antes de que los huesos fueran trasladados a la cámara funeraria.

### Nuevas culturas
En común con las personas que vivieron en toda Gran Bretaña, durante los siglos siguientes, las personas que vivieron en lo que ahora se conoce como St Lythans asimilaron a nuevos inmigrantes e intercambiaron ideas durante las culturas de la Edad del Bronce, la Edad del Hierro y los Celtas. Junto con las áreas que ahora se conocen aproximadamente como Brecknockshire, Monmouthshire y el resto de Glamorgan, St Lythans fue colonizada por una tribu celta británica llamada Siluros.
Aunque la ocupación romana no dejó ninguna impresión física en St Lythans, su gente abrazó el cristianismo y dedicó una iglesia a San Bleddian, que había sido enviado a Gran Bretaña para eliminar la herejía del Pelagianismo. La actual Iglesia de San Bleddian, en St Lythans, un edificio de grado II *, conocida localmente como la Iglesia de San Lythan, se construyó aproximadamente a 1 km al este de este sitio y tiene un antiguo  tejo en el cementerio.

### Historia local reciente

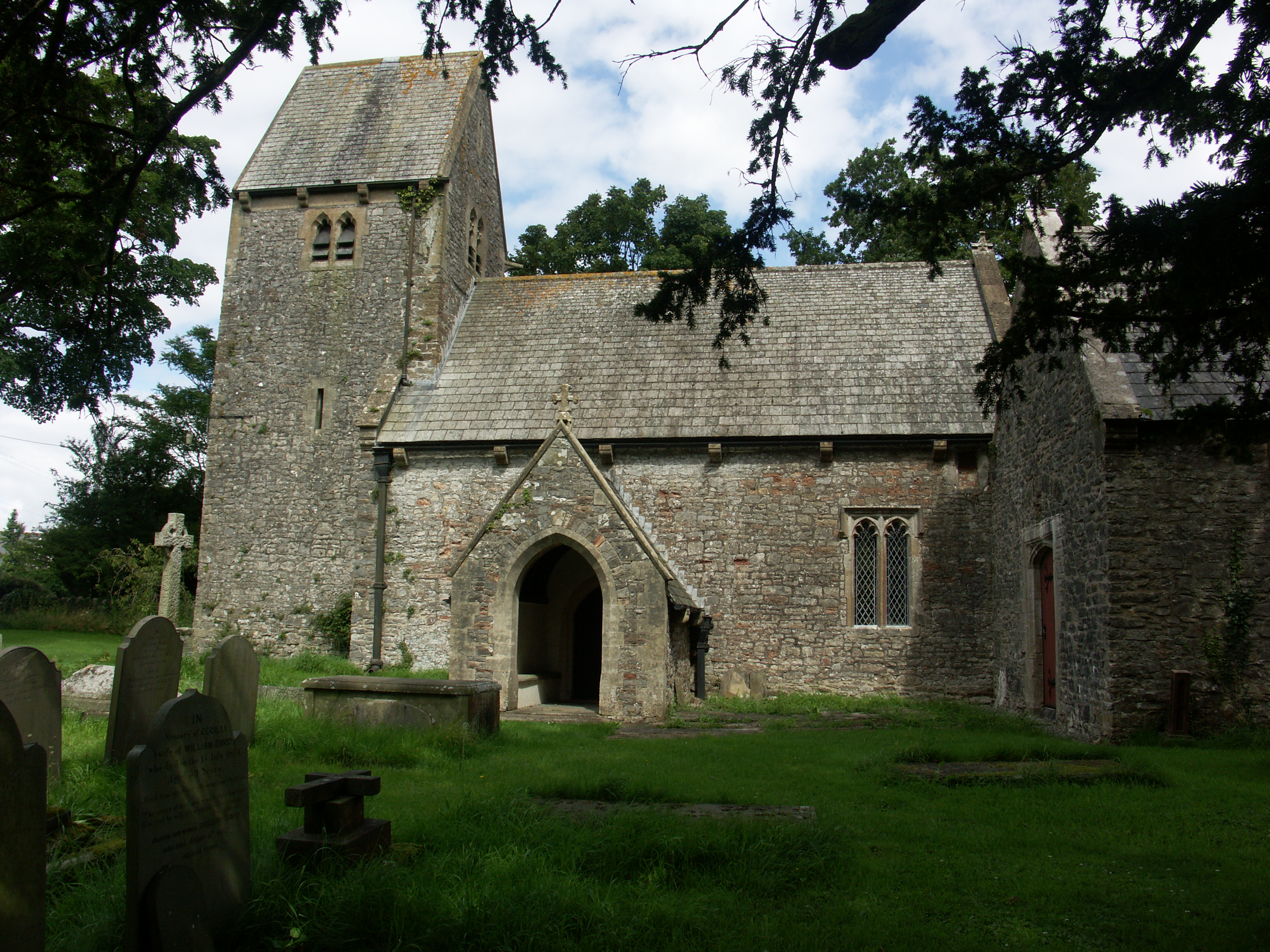
Iglesia de St Lythans

En el siglo XVI, la mansión fue adquirida por la familia Button, que construyó la primera casa al noroeste del túmulo. El nombre de la mansión se cambió por el de Dyffryn Gardens y la casa se reconstruyó en el siglo XVIII, cuando Thomas Pryce compró la propiedad.
Comentando sobre St Lythans en su obra 'Un Diccionario Topográfico de El Dominio de Gales', Londres, 1811, Nicholas Carlisle dice: "La población residente de esta parroquia, en 1801, era de 72 personas. Es 6 m. WSW de Caerdiff (sic). " y señala que "Aquí hay un altar druídico". Para 1831, la población había crecido en más del 50% ("Lythan's, St. (St. Lythian), una parroquia en el centenar de Dinas-Powis, condado de Glamorgan, South Wales, a 6 millas (WSW) de Cardiff, con 103 habitantes.  " Dyffryn House se estaba utilizando como" una escuela para todos los niños pobres de esta parroquia". A estas alturas, el dolmen había sido identificado correctamente: "Hay un cromlech en el campo común de St. Lythan". (De 'A Topographical Dictionary of Wales' por Samuel Lewis, 1833). Los registros del censo muestran que la población de St Lythans fluctuó entre 81 (1881) y 136 (1861) durante el resto del siglo XIX.  En 1939, la finca Dyffryn fue arrendada al Consejo del Condado de Glamorgan por 999 años.

## Análisis de sitios locales contemporáneos
Pocos restos humanos sobreviven de este período, el Neolítico temprano (c 6400 BP – 5300 BP), aunque están relativamente bien conservados en Black Mountains, Gower y Vale of Glamorgan, donde fueron enterrados hasta 50 individuos, de todas las edades - hombres, mujeres y niños - en cada cromlech. William Collings Lukis llevó a cabo una excavación menor  en St Lythans en 1875. Sin embargo, sus notas se consideran "pobremente registradas". Un informe señaló en 1976 que "Se encontraron restos humanos y cerámica gruesa en 1875 en los escombros arrojados desde el interior, que en parte llenan el hueco del patio original en el extremo E (sic) del montículo". Algunos de los hallazgos de la superficie del cromlech se llevaron a cabo en el Museo Nacional de Historia de St. Fagans, Cardiff. Son una punta de flecha de pedernal con forma de hoja fina y un fragmento de hacha de piedra pulida. Los trabajos de conservación se llevaron a cabo en 1992–93, cuando se reemplazaron el suelo y el césped para cubrir las áreas expuestas. El sitio de St Lythans todavía no se ha excavado completamente. Sin embargo, los resultados de las excavaciones de otros sitios son dignos de mención:

### Túmulo alargado de Parc Cwm
El análisis musculoesquelético de los restos humanos encontrados en Parc Cwm (carn hir Parc Cwm), Gower, ha mostrado una variación significativa en el estilo de vida según el género. El desarrollo muscular masculino es mayor  — posiblemente debido a la caza o al pastoreo. En contraste, no se notó tal variación en los restos encontrados durante la excavación de la cercana  Tinkinswood.

### Goldsland Wood
Se han encontrado restos de siete humanos neolíticos en una cueva en Goldsland Wood, Wenvoe, cerca del cromlech en St Lythans, junto con cerámica y hojas de pedernal que datan de entre 5.000 y 5.600 BP. Aunque no hay evidencia que demuestre que los huesos estén relacionados con el sitio, se cree que los cadáveres se colocaron allí hasta que se descompusieron. Los esqueletos se habrían retirado a sitios como la cámara funeraria de St Lythans o la cámara funeraria de Tinkinswood. Este parece ser el único sitio encontrado en Gran Bretaña donde se dejó que los cadáveres se descompusieran antes de colocarlos en tumbas comunitarias. La mayoría de los restos recuperados fueron pequeños trozos de mandíbula, dedos de la mano o dedos de los pies. El sitio de Tinkinswood contenía restos humanos y cerámicas que datan de la temprana Edad de Bronce, lo que demuestra que dichos sitios se usaron durante muchas generaciones.